# Tania Mazarsky

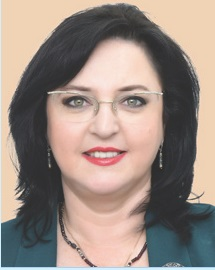
Tania Mazarsky

Tania Mazarsky é uma política israelita. Actualmente, ela é membro do Knesset por Yesh Atid.

## Biografia
Ela foi colocada em 18º lugar na lista do Yesh Atid para as eleições de 2021. Embora o partido tenha conquistado apenas 17 cadeiras, ela entrou no Knesset a 15 de junho de 2021 como substituta de Yoel Razvozov, depois de ele ter sido nomeado para o gabinete e, consequentemente, ter renunciado ao Knesset.